# Amt Hülchrath

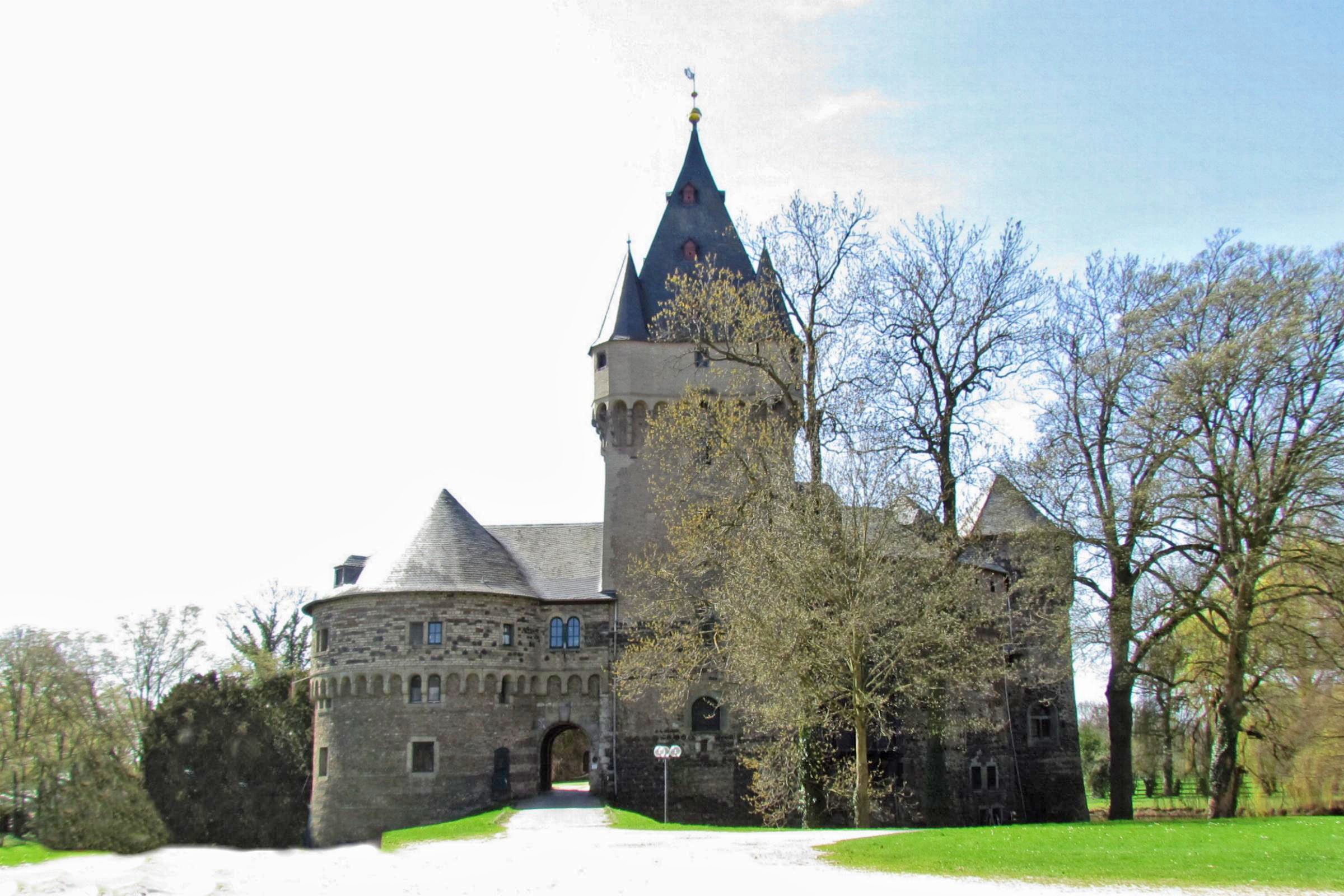
Schloss Hülchrath, Ansicht des Hochschlosses von Nordosten

Das Amt Hülchrath war eine Verwaltungseinheit des Kurfürstentums Köln, die von Mitte des 13. Jahrhunderts bis zum Ende des 18. Jahrhunderts bestand. Nach der Inbesitznahme des Linken Rheinufers durch französische Revolutionstruppen 1794 wurde das kurkölnische Amt Hülchrath aufgelöst und eine Zivilverwaltung für die besetzten Gebiete durch die französischen Behörden eingerichtet.

## Erwerbung
Erzbischof Heinrich von Virneburg erwarb 1314 mit Unterstützung des Kölner Domkapitels Burg und Grafschaft Hülchrath von Dietrich Luf von Kleve. Bis zur völligen Zahlung wurden Dietrich Schloss und Amt Kempen verpfändet. Nachdem sich Ende des Jahres 1321 Erzbischof Heinrich und Graf Dietrich Luf von Kleve über den Kaufvertrag geeinigt hatten, ging das Amt Hülchrath 1322 in den Besitz des Erzbischofs über. Wegen der noch zu zahlenden Summe blieben Schloss und Amt Kempen als Pfand bei Dietrich Luf von Kleve. 1331 waren alle Schulden bezahlt und das Amt Hülchrath kurkölnischer Besitz.

## Kurkölnisches Amt Hülchrath

### Amtsgebiet
Nach dem Erwerb der Grafschaft Hülchrath war das Amtsgebiet noch nicht vollständig festgelegt. In der Folgezeit wurden Grenzstreitigkeiten mit anderen Herrschaften beigelegt und die Zugehörigkeit einzelner Orte zum Amt festgelegt. Um 1500 wurde das Gericht Königshoven abgetrennt und bildete ein eigenes Amt mit mehreren Unterherrschaften.
Zum Amt Hülchrath gehörten fünf Dingstühle:
- Dingstuhl Hülchrath mit der Burg und den Kirchspielen und ihren Honschaften Neukirchen, Nievenheim, Rosellen und Norf
- Dingstuhl Rommerskirchen mit den Kirchspielen Rommerskirchen, Nettesheim, Oekoven,  Hoeningen, Ramrath,  Frixheim und Anstel
- Dingstuhl Griesberg mit Bocklemünd, Longerich, Esch, Auweiler und Merkenich
- Dingstuhl Fürth im gräflichen Land mit den Honschaften Elfgen und Reisdorf
- Dingstuhl gräfliches Land, bestehend aus Glehn mit drei Honschaften und fünf Dörfern, Büttgen mit der Honschaft Gilverath und zwei weiteren Honschaften, Kapellen, mit Espendorf, Lüttgenglehn, Scherfhausen.[2]

Im Amtsgebiet lagen die allodialen befestigten Burgen Haus Bismich bei Wevelinghoven und Haus Lievendahl, an denen die Erzbischöfe zur Festigung ihrer landesherrlichen Hoheit gegen Zahlung einer Geldsumme das Offenhausrecht erwarben. Die als landtagsfähige Rittersitze bezeichneten Burgen Fleckenhaus, Haus Busch und Burg Holzbüttgen waren Burglehen von Hülchrath.
Innerhalb des Amtes Hülchrath bestanden mehrere adelige und geistliche Unterherrschaften. Adelige Unterherrschaften waren Wevelinghoven, Helpenstein, Hackenbroich, Bedburg und die Kölner Erbvogtei. Mehrere Kölner Stifte besaßen Unterherrschaften. Niehl und Worringen waren Unterherrschaften des Domkapitels, Kriel und Merheim des Stiftes St. Gereon, Mauenheim des Stiftes St. Kunibert, Müngersdorf des Stiftes St. Aposteln und Ossendorf des Stiftes St. Ursula.

### Verwaltung und Verwaltungssitz
Zentrum der landesherrlichen Verwaltung im Amt Hülchrath war über Jahrhunderte die Burg Hülchrath. Sie war Sitz des Amtmanns und der Kellnerei. Sie verlor erst ihre Bedeutung nach der Schleifung der Befestigung und der Verlegung der Verwaltung nach Hülchrath.
1688 wurde die in den Reunionskriegen Ludwigs XIV. entstandene Verpflichtung, die Befestigung der Burg Hülchrath zu schleifen, ausgeführt. Die Befestigung der Burg wurde zerstört und nicht wieder aufgebaut.
Die zur Burg gehörende Siedlung wurde im Truchsessischen Krieg 1583 zerstört. 1608 wurde unter dem Kölner Koadjutor und späteren Kurfürsten Ferdinand das der Burg vorgelagerte Hülchrath neu errichtet, mit Wällen und Gräben umgeben und wie eine zweite Vorburg in die Burgbefestigung einbezogen. Es wurde zum Flecken erhoben und mit Privilegien ausgestattet, zu denen die Befreiung von Steuern und Diensten gehörte. Handwerker und Gewerbetreibende ließen sich nieder. Nach dem Bau neuer Häuser für die kurfürstlichen Beamten wurde die Verwaltung nach Hülchrath verlegt. Das neue Kellnereigebäude war Wohnung des Kellners, dessen Amt mit dem des Vogtes zusammengelegt war. Der erhoffte Aufschwung des Fleckens blieb jedoch in den folgenden von Kriegen geprägten Jahrzehnten aus.
Seit dem 17. Jahrhundert wohnten die Amtmänner, die oft kurfürstliche Hofbeamte waren oder in anderen Diensten standen, nicht mehr auf ihrem Amtssitz, sondern auf ihrem Schloss. Die Aufgaben des Amtmanns übernahm weitgehend der Amtsverwalter oder der Kellner.

### Aufgaben des Amtmanns und des Kellners
An der Spitze der Verwaltung stand der Amtmann als Vertreter des Landesherrn. Seine Aufgaben und Pflichten waren seit der Mitte des 14. Jahrhunderts festgelegt und in der Bestallungsurkunde beschrieben.
Sie bestanden überwiegend darin,
- die Einwohner des Amtes zu beschützen,
- für die Besatzung und Verteidigung der erzbischöflichen Burg Sorge zu tragen,
- die Rechte der Bewohner zu achten und keine unangemessenen Steuern und unübliche Dienste zu fordern,
- die Straßen zu schützen und Missetäter festzunehmen,
- die landesherrlichen Steuern einzuziehen,
- von den Gerichtsstrafen nur den ihm zustehenden Anteil zu nehmen,
- die unterschiedlichen kurfürstlichen Rechte in den Orten des Amtes zu wahren.

In besonderen Situationen wie bei Verpfändungen gab es noch Sonderbestimmungen.
Der Kellner hatte die Aufsicht über die landesherrlichen Güter, verwaltete die landesherrlichen Einkünfte an Naturalien und die Steuern wie Schatzgeld und Bede, er war verantwortlich für den Unterhalt des Burgpersonals sowie die Instandhaltung der Gebäude. Er erstellte jährlich ein Register der landesherrlichen Einkünfte und Unkosten.

### Gericht
Im Amt Hülchrath hatte jeder Dingstuhl ein Schöffengericht mit Hochgerichtsrechten, dessen Vorsitzender der vom Landesherrn eingesetzte Hülchrather Schultheiß, Vogt genannt, war. Gerichtsschreiber und Landbote vervollständigten das Gericht.
Jeder Dingstuhl hatte eine eigene Gerichtsstätte mit Stock, Rad und Galgen. Verbrecher aus dem Gräflichen Land wurden auf Schloss Dyck inhaftiert, die übrigen auf Schloss Hülchrath.
Das Gericht des Dingstuhls Hülchrath, das in Neukirchen getagt hatte, war nach 1608 in das neu aufgebaute Hülchrath verlegt worden.
Das Gericht des Dingstuhls Rommerskirchen tagte in Nettesheim.
Der Gerichtssitz des Dingstuhls Griesberg lag in Esch.
Das gräfliche Land war aus verschiedenen Teilen zusammengewachsen. Die Gerichtshoheit wurden zwischen Kurköln und der Herrschaft Dyck geteilt. Von den beiden Dingstühlen im gräflichen Land (Fürth im gräflichen Land und Gräfliches Land) wurde im 17. Jahrhundert der Dingstuhl Fürth nicht mehr zum gräflichen Land gezählt. Vorsitzender war der Amtmann von Hülchrath oder sein Vertreter, Beisitzer war der Amtmann der Herrschaft Dyck.
Im Dingstuhl gräfliches Land war der Erzbischof von Köln als Besitzer des Schlosses Hülchrath Gerichtsherr. Der Vogt von Hülchrath führte den Gerichtsvorsitz, der Vogt von Dyck war Beisitzer. Urkunden besiegelten beide Vögte. Das Gericht beider Dingstühle tagte abwechselnd in Fürth, Glehn und Espendorf.
Beim Herrengeding, das für jeden Dingstuhl gesondert unter dem Vorsitz des Amtmanns oder Vogtes stattfand, waren alle Einwohner der Gerichtsgemeinde versammelt. Ihnen wurde ihr Weistum vorgelesen und die von den Honnen angezeigten Vergehen in ihrer Honschaft beim anschließenden Brüchtengericht bestraft. Grenzbegehungen wurden nur noch selten durchgeführt, in der Regel wurden nur die Genzen des Gerichtsbezirkes vorgelesen.
Als die Wichtigkeit der Herrengedinge stark abnahm, gewannen die Amtsverhöre für zivile Streitigkeiten an Bedeutung. Die Brüchtenverhöre übernahm ein vom Kurfürsten eingesetzter Brüchtenmeister.

### Abgaben und Dienste
Seit dem 17. Jahrhundert wurden außer den bisherigen landesherrlichen Steuern Simplen als landständische Steuern erhoben. In Simplenlisten waren die Orte oder Kirchspiele veranschlagt. Simplenkollektoren sammelten die Steuern, die bei der kurfürstlichen Hofkammer in Bonn abgeliefert wurden.
Die Einwohner des Amtes waren zu Hand- und Spanndiensten auf der Burg verpflichtet, doch hatte jedes Kirchspiel bestimmte Aufgaben zu erfüllen. So mussten einige Kirchspiele des Dingstuhls Hülchrath Treidelpferde für die erzbischöflichen Schiffe auf dem Rhein zwischen Neuss und Köln stellen. Bei Reparaturen und beim Ausbau der Burg nach 1583 sowie dem Neubau von Hülchrath waren die Honschaften zu ungewöhnlichen Diensten wie Gräben auswerfen, Karrendienste zur Beförderung von Steinen, Kalk und Kohlen für den Ziegelofen, Leyen zu holen und die Straßen auszubessern verpflichtet, worüber sie eine Beschwerde bei der Hofkammer in Bonn einreichten.
Die Diensthöfe waren in geistlichem Besitz. Jedem Hof waren besondere Aufgaben zugewiesen wie Baufuhren mit Wagen oder mit Karren, Holzfuhren, Transport von Weinfuhren von Neuss auf die Burg Hülchrath oder Transport von Küchenbedarf (Butter und Käse) von Köln zur Burg Hülchrath.

### Maßnahmen zur Sicherheit im Amtsgebiet
Zum Schutz der Bevölkerung vor Raubüberfällen und anderen Gewalttätigkeiten waren alle wehrfähigen Männer der Orte verpflichtet, Wachen und Verteidigung zu übernehmen. Diese Landesschützen waren in Rotten eingeteilt, die einem Schützenführer unterstanden: Unter dem Kommando des Vogtes spürten sie Verbrecher auf, die ins Gefängnis auf Burg Hülchrath eingeliefert wurden.
Als im 18. Jahrhundert die Bevölkerung weiter unter Gewalttätigkeiten und Raubüberfällen zu leiden hatte, stellte Kurfürst Clemens August zur Verfolgung und Festnahme des umherschweifenden Gesindels 1751 eine im gesamten Erzstift eingesetzte berittene Landgendarmerie, genannt Husarenkompanie, auf, die 1751–1755 ein Standquartier in Hülchrath hatte, ein zweites war in Hersel. Nach Auflösung der beiden Standorte war sie seit 1755 in Lechenich stationiert, seit 1765 in ihrem neu erbauten Standquartier.

## Unteramt Erprath
Nachdem Erzbischof Friedrich von Saarwerden 1405 Burg und Herrschaft Erprath mit allen Rechten und Einkünften von Graf Ruprecht von Virneburg und seiner Ehefrau erworben hatte, entstand das Amt Erprath. Bis 1680 wurde es vom Amt Neuss mitverwaltet, danach wurde es vom Amt Hülchrath in Personalunion verwaltet. Als sechster Dingstuhl kam das Kirchspiel Grefrath zum Amt Hülchrath. Im 17. Jahrhundert bestand das Amt Erprath aus dem Dingstuhl Grefrath und den Orten Weckhoven, Röckerath, Elfgen sowie mehreren Höfen und Hofstätten.

## Liste der Amtmänner
1. 1326–1331 Wilhelm von Heddinghoven Amtmann in Hülchrath[16]
2. 1334 Winand von Hüls
3. 1343 Arnold Rover von Wevelinghoven
4. 1346 Winand von Gennep[17]
5. 1364 Wilhelm von Wevelinghoven
6. 1365 Wilhelm von Schleiden, Dompropst, Oberamtmann
7. 1367 Hermann von Lievendahl[18]
8. 1376 Johann von Schönforst zu Liedberg und Hülchrath[19]
9. 1386 Scheiffart von Merode zu Liedberg und Hülchrath[20]
10. 1390 Scheiffart von Merode der Jüngere zu Hülchrath und Liedberg[21]
11. 1393 Friedrich von Schleiden, Kölner Domdekan Oberamtmann zu Hülchrath[22]
12. 1394 Ruttger von Alpen zu Hülchrath und Neuss[23]
13. 1410 Rost von Hall zu Hülchrath[24]
14. 1411 Scheiffart von Merode der Jüngere zu Hülchrath und Liedberg
15. 1413 Daem Rost von Hall[25]
16. 1422 Hermann von Horst
17. 1437 Scheiffart von Merode zu Hülchrath und Neuss Pfand
18. 1455 Edward Vogt von Bell zu Hülchrath und Neuss Pfand
19. 1490 Graf Wilhelm I. von Neuenahr Pfand[26]
20. (1497), 1526 Graf Wilhelm II. von Neuenahr Pfand;[27] dessen Vormund bis ca. 1510/12 war Goedart (I.) Deutz (Duytsche) van der Kulen
21. 1545, 1563 Godart (II.) Theuz (Deutsch; Duytze von der Kuylen) Drost;[28] Pfandherren waren 1548 Wilhelm II. von Neuenahr[29] und (1552) 1556 Graf Hermann von Neuenahr[30]
22. 1576, 1581 Godart zu Allendorf, Amtmann zu Bedburg und Hülchrath für Graf Adolf von Neuenahr[31]
23. 1583–1586 Herzog Friedrich von Sachsen, Dompropst, vom Domkapitel eingesetzt (nach Einnahme von Schloss Hülchrath 1583), Oberamtmann
24. 1586 Graf Johann von Salm Reifferscheid Oberamtmann
25. 1594 Godart von Allendorf zu Bedburg und Hülchrath
26. 1617 Johann von dem Hövelich
27. 1630 Johann von Reuschenberg als Statthalter
28. 1633 Adolf Sigismund Raitz von Frentz zu Kendenich
29. 1657 Ernst Ferdinand Raitz von Frentz zu Kendenich
30. 1693 Franz Karl Raitz von Frentz zu Kendenich
31. 1754 Klemens August Waldbott von Bassenheim zu Bornheim
32. 1794 Franz Karl Waldbott von Bassenheim zu Bornheim[32]